# Villedieu-les-Poêles
Villedieu-les-Poêles és un municipi francès situat al departament de la Manche i a la regió de Normandia. L'any 2007 tenia 3.909 habitants.

## Demografia

### Població
El 2007 la població de fet de Villedieu-les-Poêles era de 3.909 persones. Hi havia 1.887 famílies de les quals 813 eren unipersonals (294 homes vivint sols i 519 dones vivint soles), 591 parelles sense fills, 362 parelles amb fills i 121 famílies monoparentals amb fills.
La població ha evolucionat segons el següent gràfic:
Habitants censats

### Habitatges
El 2007 hi havia 2.229 habitatges, 1.900 eren l'habitatge principal de la família, 89 eren segones residències i 240 estaven desocupats. 1.505 eren cases i 703 eren apartaments. Dels 1.900 habitatges principals, 880 estaven ocupats pels seus propietaris, 999 estaven llogats i ocupats pels llogaters i 21 estaven cedits a títol gratuït; 62 tenien una cambra, 257 en tenien dues, 425 en tenien tres, 557 en tenien quatre i 598 en tenien cinc o més. 1.200 habitatges disposaven pel capbaix d'una plaça de pàrquing. A 1.019 habitatges hi havia un automòbil i a 492 n'hi havia dos o més.

### Piràmide de població
La piràmide de població per edats i sexe el 2009 era:
| Homes | Edats   | Dones |
| ----- | ------- | ----- |
| 0     | 95 o +  | 4     |
| 28    | 90 a 94 | 36    |
| 12    | 85 a 89 | 104   |
| 24    | 80 a 84 | 76    |
| 84    | 75 a 79 | 176   |
| 84    | 70 a 74 | 112   |
| 92    | 65 a 69 | 164   |
| 92    | 60 a 64 | 100   |
| 64    | 55 a 59 | 88    |
| 132   | 50 a 54 | 168   |
| 112   | 45 a 49 | 136   |
| 156   | 40 a 44 | 128   |
| 136   | 35 a 39 | 148   |
| 124   | 30 a 34 | 120   |
| 100   | 25 a 29 | 112   |
| 152   | 20 a 24 | 100   |
| 132   | 15 a 19 | 124   |
| 200   | 10 a 14 | 120   |
| 120   | 5 a 9   | 96    |
| 84    | 0 a 4   | 56    |

## Economia
El 2007 la població en edat de treballar era de 2.280 persones, 1.648 eren actives i 632 eren inactives. De les 1.648 persones actives 1.455 estaven ocupades (784 homes i 671 dones) i 193 estaven aturades (82 homes i 111 dones). De les 632 persones inactives 287 estaven jubilades, 154 estaven estudiant i 191 estaven classificades com a «altres inactius».

### Ingressos
El 2009 a Villedieu-les-Poêles hi havia 1.839 unitats fiscals que integraven 3.797 persones, la mediana anual d'ingressos fiscals per persona era de 15.664 €.

### Activitats econòmiques
Dels 340 establiments que hi havia el 2007, 9 eren d'empreses extractives, 13 d'empreses alimentàries, 4 d'empreses de fabricació de material elèctric, 1 d'una empresa de fabricació d'elements pel transport, 25 d'empreses de fabricació d'altres productes industrials, 19 d'empreses de construcció, 109 d'empreses de comerç i reparació d'automòbils, 11 d'empreses de transport, 27 d'empreses d'hostatgeria i restauració, 4 d'empreses d'informació i comunicació, 20 d'empreses financeres, 14 d'empreses immobiliàries, 23 d'empreses de serveis, 36 d'entitats de l'administració pública i 25 d'empreses classificades com a «altres activitats de serveis».
Dels 74 establiments de servei als particulars que hi havia el 2009, 1 era una oficina d'administració d'Hisenda pública, 1 gendarmeria, 1 oficina de correu, 9 oficines bancàries, 2 funeràries, 3 tallers de reparació d'automòbils i de material agrícola, 1 taller d'inspecció tècnica de vehicles, 3 autoescoles, 4 paletes, 1 guixaire pintor, 7 fusteries, 5 lampisteries, 10 perruqueries, 2 veterinaris, 18 restaurants, 3 agències immobiliàries, 2 tintoreries i 1 saló de bellesa.
Dels 52 establiments comercials que hi havia el 2009, 3 eren supermercats, 1 un supermercat, 2 botiges de menys de 120 m², 5 fleques, 8 carnisseries, 1 una botiga de congelats, 2 llibreries, 8 botigues de roba, 3 botigues d'equipament de la llar, 2 sabateries, 2 botigues d'electrodomèstics, 2 botigues de mobles, 1 una botiga de mobles, 1 una botiga de material esportiu, 2 drogueries, 1 un drogueria, 4 joieries i 4 floristeries.
L'any 2000 a Villedieu-les-Poêles hi havia 30 explotacions agrícoles que ocupaven un total de 190 hectàrees.

## Equipaments sanitaris i escolars
El 2009 hi havia 2 hospitals de tractaments de curta durada, 1 hospital de tractaments de mitja durada (seguiment i rehabilitació), 1 psiquiàtric, 3 farmàcies i 1 ambulància.
El 2009 hi havia 1 escola maternal i 2 escoles elementals. A Villedieu-les-Poêles hi havia 2 col·legis d'educació secundària i 1 liceu d'ensenyament general. Als col·legis d'educació secundària hi havia 501 alumnes i als liceus d'ensenyament general 99.
Villedieu-les-Poêles disposava d'un centre de formació no universitària superior de formació sanitària.

## Poblacions més properes
El següent diagrama mostra les poblacions més properes.